# Войцех Васютинський
Войцех Васютинський (пол. Wojciech Wasiutyński; 8 вересня 1910, Варшава — 19 серпня 1994, Рай) — польський юрист, публіцист і католицько-національний діяч. Також відомий під псевдонімом Павел Янецький.

## Публікації
- «Панівна нація» (пол. Naród rządzący; Варшава: Dom Książki Polskiej, 1935)
- «Королівський млин у середньовічному польському праві» (пол. Regal młynny w średniowiecznym prawie polskim; Варшава, 1936)
- «У ногу з часом» (пол. Z duchem czasu; Варшава: Prosto z Mostu, 1936)
- «Питання східних земель» (пол. Zagadnienie ziem wschodnich; Варшава: Ruch Młodych, 1936)
- «Між 3-м Рейхом і 3-ю Руссю» (пол. Między 3 Rzeszą a 3 Rusią; Варшава: Rój, 1939)
- «Світ навколо Польщі: розповідь про сучасну Європу» (пол. Świat dokoła Polski : opowiadanie o współczesnej Europie; Ломжа: Biblioteka Dobrych Książek, 1939)
- «Питання організації Центральної Європи» (пол. Zagadnienie organizacji Europy Środkowej; Франція, 1941) — під псевдонімом «Павел Янецький»
- «Тисяча років польської політики» (пол. Tysiąc lat polityki polskiej; Монахіум: Słowo Polskie, 1946)
- «Руїни та фундаменти» (пол. Ruiny i fundamenty; Лондон: Biblioteka Książki Polskiej, 1947)
- «На службі народу» (пол. W służbie narodowi; Лондон: Myśl Polska, 1948)
- «Листи про людей» (пол. Listy o ludziach; Лондон: Myśl Polska, 1955)
- «Соціально прогресивні католики» (пол. Katolicy społecznie postępowi; Лондон: Польський інститут католицької дії у Великій Британії, 1956)
- «Лібідо та лояльність у політиці» (пол. Libido i lojalność w polityce; Лондон: Myśl Polska, 1961)
- «Тисячоліття> Тисячоліття християнської Польщі 966-1966» (пол. Millenium> Tysiąclecie Polski chrześcijańskiej 966–1966; Лондон: Komitet Tysiąclecia Polski Chrześcijańskiej, 1964)
- «Новий світ: Америка 1958-1966» (пол. Nowy świat: Ameryka 1958-1966; Лондон: Polska Fundacja Kulturalna, 1967)
- «Земля — небесне тіло: постсоборові роздуми» (пол. Ziemia jest ciałem niebieskim : myśli posoborowe; Лондон: Veritas, 1972)
- «Джерела незалежності» (пол. Źródła niepodległości; Лондон: Інститут Романа Дмовського, 1977)
- «Політичний словник» (пол. Słownik polityczny; Ґданськ: Młoda Polska, 1980) — редакція
- «Міркування про націоналізм» (пол. Rozważania o nacjonalizmie; Ґданськ: Młoda Polska, 1981)
- «Четверте покоління: нариси з історії польського націоналізму» (пол. Czwarte pokolenie : szkice z dziejów nacjonalizmu polskiego; Лондон: Odnowa, 1982)
- «Про мажоритарну програму» (пол. O program większości; Лондон: Odnowa, 1986)
- «Двадцяте століття закінчилося» (пол. Skończył się wiek dwudziesty; Ґданськ: KAW & Exter, 1991)
- «Права сторона лабіринту: фрагменти спогадів» (пол. Prawą stroną labiryntu : fragmenty wspomnień; Ґданськ: Exter, 1996)
- «Вибрані твори» (пол. Dzieła wybrane; Ґданськ: Exter, 1999–2000)